# Cristina Aicardi
Cristina Irene Aicardi Cagigao (* 14. Januar 1986) ist eine peruanische Badmintonspielerin.

## Karriere
Ihre bisher größten Erfolge feierte Cristina Aicardi 2010, wo sie bei den Südamerikaspielen einmal Gold und zweimal Silber erkämpfen konnte. Sie gewann dabei den Teamwettbewerb und wurde lediglich im Damendoppel und Dameneinzel Zweite. 2008 hatte sie bereits die Panamerikameisterschaft gewonnen. Weitere Siege datieren von den Peru International, Puerto Rico International und den Colombia International. 2012 konnte sie die Giraldilla International für sich entscheiden.

## Sportliche Erfolge
| Saison | Veranstaltung             | Disziplin   | Platz | Name                                |
| ------ | ------------------------- | ----------- | ----- | ----------------------------------- |
| 2007   | Peru International        | Damendoppel | 1     | Cristina Aicardi / Claudia Rivero   |
| 2008   | Peru International        | Mixed       | 1     | Andrés Corpancho / Cristina Aicardi |
| 2008   | Panamerikameisterschaft   | Damendoppel | 1     | Cristina Aicardi / Claudia Rivero   |
| 2009   | Puerto Rico International | Damendoppel | 1     | Christina Aicardi / Claudia Rivero  |
| 2009   | Peru International        | Damendoppel | 1     | Cristina Aicardi / Claudia Rivero   |
| 2010   | Colombia International    | Damendoppel | 1     | Cristina Aicardi / Claudia Rivero   |
| 2010   | Südamerikaspiele          | Damendoppel | 2     | Claudia Rivero / Cristina Aicardi   |
| 2010   | Südamerikaspiele          | Mannschaft  | 1     | Peru                                |
| 2010   | Südamerikaspiele          | Dameneinzel | 2     | Cristina Aicardi                    |
| 2012   | Giraldilla International  | Dameneinzel | 1     | Cristina Aicardi                    |